# بخش مهابوب آباد
بخش مهابوب آباد (به انگلیسی: Mahabubabad district) یک منطقهٔ مسکونی در هند است که در تلانگانا واقع شده‌است. بخش مهابوب آباد ۲٬۸۷۶٫۷۰ کیلومتر مربع مساحت و ۷۷۴٬۵۴۹ نفر جمعیت دارد.